# Elephantomyia (Elephantomyia) dietziana
Elephantomyia (Elephantomyia) dietziana is een tweevleugelige uit de familie steltmuggen (Limoniidae). De soort komt voor in het Palearctisch gebied.